# Петушок и кошечка (мультфильм)
«Петушок и кошечка» — российский мультипликационный фильм, созданный на студии «Пилот». Входит в мультсериал «Гора самоцветов». В начале мультфильма — пластилиновая заставка «Мы живём в России — город Саранск».
Премьера показа — декабрь 2012 года. Фильм участвовал в конкурсной программе фестиваля Суздаль-2013.

## Сюжет
Эрзянская сказка.
Петушок и кошечка были друзьями, да поссорились после того, как петух случайно запульнул орехом кошке в глаз. Кошка петуха потащила судиться, но оказалось, что виноватых найти не так-то просто. Кошка на петуха грешит, петух орешник обвиняет, мол, из-за него всё так получилось, орешник валит на козу, которая обглодала кору, коза — на пастуха и так далее, вплоть до собственно судьи, который тоже на каком-то этапе становится «крайним», впрочем, как и остальные, успевает быстренько найти другого виноватого…
Каждому персонажу создатели дали «слово», каждый в результате рассказал о себе, своей жизни, надеждах и разочарованиях (рассказал не в буквальном смысле, эти повествования идут почти без слов, в картинках), и каждый «рассказ» был оформлен в оригинальной графической интонации (от пластилиновой техники до флэша, оживших носков и 8-битовой компьютерной графики), что лишний раз подчеркнуло индивидуальность говорящего.
Мораль сей сказки вроде бы проста: если не установить какие-то правила судейства, то элементарное дело о подбитом глазе превращается в неразрешимую ситуацию вселенского масштаба. Но можно сделать и более сложное умозаключение: в мире, где все несчастны, понятие справедливости, в том числе и юридической, увы, оказывается почти бессмысленным. Ведь в жизни, наполненной разочарованием, обманутыми надеждами, бытовыми трудностями, в такой ненадёжной и горькой, в общем-то, жизни непросто понять «кто виноват?».

## Создатели
| Автор сценария и Режиссёр             | Сергей Меринов |
| Художник-постановщик                  | София Горя |
| Художники-аниматоры:                  | Наталья Кривошлыкова, Наталья Соколова, Евгения Жиркова, Александра Левицкая, Владимир Герасимов, Берналь Анна, Ксения Кандаурова |
| Композитор                            | Борис Голик |
| Звукорежиссёр                         | Алёна Николаева |
| Роли озвучивали:                      | Лариса Брохман, Сергей Меринов, Борис Голик                                                                                       |
| Ассистент художника-постановщика      | Екатерина Пискарёва |
| Художники                             | Евгения Стрельцова, Екатерина Пискарёва                                                                                           |
| Ассистент режиссёра                   | Оксана Фомушкина |
| Съёмка и спецэффекты                  | Александр Смирнов |
| Компоузинг:                           | Станислав Меринов, Сергей Меринов                                                                                                 |
| Монтаж                                | Людмила Коптева |
| Системный администратор               | Владимир Медведев |
| Директор картины                      | Игорь Гелашвили |
| Над пластилиновой заставкой работали: | - Режиссёр — Сергей Меринов - Композитор — Лев Землинский - Аниматор — Наталья Соколова - Текст читает — Александр Леньков        |
| Художественный совет проекта:         | Эдуард Назаров, Валентин Телегин, Сергей Меринов                                                                                  |
| Генеральный продюсер проекта          | Игорь Гелашвили |
| Автор проекта                         | Александр Татарский |

## Награды
2013 — Приз детского жюри 18-го Международного кинофестиваля детского и молодёжного анимационного кино «Золотая Рыбка».